# Аванесян, Ваграм Авакович
Вагра́м Ава́кович Аванеся́н (арм. Վահրամ  Ավանեսյան; род. 18 января 1962, Ереван, Армянская ССР) — армянский политический и государственный деятель.
- 1983 — окончил Армянский институт народного хозяйства.
- 1990—1993 — работал в совете министров Армении советником.
- 1993—1996 — заместитель министра финансов Армении.
- 1996—1997 — был министром экономики Армении.
- 1997 — назначен главным советником премьер-министра Армении.
- 2013 по 22 апреля 2014 — министр экономики Армении.